# Andre Brown
Andre Brown, nascido no Canadá a 24 de agosto de 1990, é um jogador profissional de voleibol que joga atualmente pelo Sporting Clube de Portugal.